# ریموند کتل
ریموند برنارد کتل (به انگلیسی: Raymond Bernard Cattell) روان‌شناس آمریکایی-انگلیسی بود که پرسشنامه ۱۶ عامل شخصیت ریموند کتل را طراحی کرد.
ریموند کتل، یکی از نظریه‌پردازان ویژگی‌های شخصیت، تعداد ویژگی‌های اصلی شخصیت را از بیش از ۴۰۰۰ مورد-که در لیست اولیه گوردون آلپورت وجود داشت-، به ۱۷۱ مورد، تقلیل داد. او این کار را عمدتاً از طریق حذف ویژگی‌های غیر متداول، و ترکیب خصوصیات مشترک، انجام داد. کتل سپس، نمونه بزرگی از افراد را برای این ۱۷۱ ویژگی مختلف مورد ارزیابی قرار داد. وی آنگاه با استفاده از یک روش آماری به نام «تحلیل عوامل»، ویژگی‌های نزدیک به هم را معین کرد و سرانجام لیست خود را به تنها ۱۶ ویژگی شخصیت کاهش داد. به گفتهٔ کتل، این ۱۶ ویژگی، منبع و منشأ شخصیت تمام انسان‌ها می‌باشند. او همچنین یکی از پرکاربردترین آزمون‌های ارزیابی شخصیت به نام پرسشنامه ۱۶ عامل شخصیت (۱۶PF) را طراحی کرد.